# Torneo de Guadalajara 2023

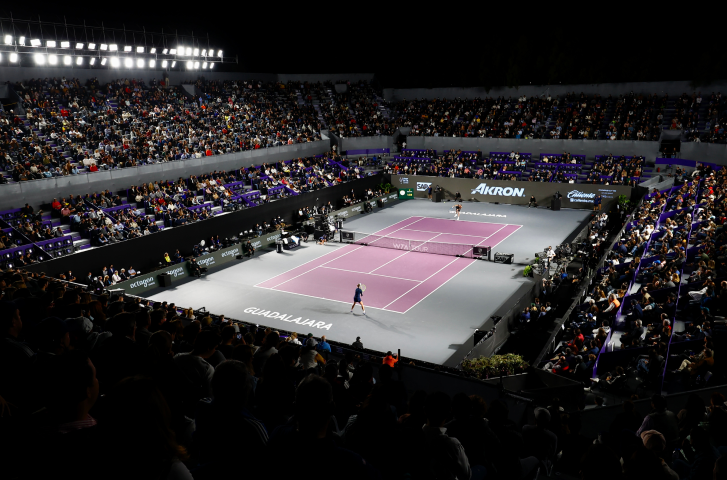
Estadio Panamericano de Tenis

El Guadalajara Open Akron fue un torneo de categoría WTA 1000 en el calendario femenino profesional de tenis. Se llevó a cabo en septiembre de 2023 sobre pista dura en Guadalajara, Jalisco, México, del 17 al 23 de septiembre de 2023.

### Distribución de Puntos
| Evento                 | G   | F   | SF  | CF  | R16 | R32 | R64 | C  | C2 | C1 |
| Individuales femeninos | 900 | 585 | 350 | 190 | 105 | 60  | 1   | 30 | 20 | 1  |
| Dobles femeninos       | 900 | 585 | 350 | 190 | 105 | 1   | —   | —  | —  | —  |

## Cabezas de serie

### Individuales femenino
- Ranking del 11 de septiembre de 2023.[3]

| Tenista              | Ranking | Preclasificada |
| Ons Jabeur           | 7       | 1              |
| María Sákkari        | 9       | 2              |
| Caroline Garcia      | 10      | 3              |
| Madison Keys         | 11      | 4              |
| Belinda Bencic       | 15      | 5              |
| Jeļena Ostapenko     | 16      | 6              |
| Veronika Kudermetova | 18      | 7              |
| Veronika Kudermetova | 19      | 8              |
| Beatriz Haddad Maia  | 20      | 9              |
| Victoria Azarenka    | 23      | 10             |
| Anastasia Potapova   | 27      | 11             |
| Anhelina Kalinina    | 28      | 12             |
| Elise Mertens        | 29      | 13             |
| Mayar Sherif         | 32      | 14             |
| Jasmine Paolini      | 33      | 15             |
| Karolína Plíšková    | 34      | 16             |

### Dobles femenino
| Tenista                           | Clasif | Preclasificadas |
| Storm Hunter Elise Mertens        | 8      | 1               |
| Leylah Fernandez Taylor Townsend  | 29     | 2               |
| Gabriela Dabrowski Erin Routliffe | 29     | 3               |
| Shuko Aoyama Ena Shibahara        | 30     | 4               |
| Giuliana Olmos Luisa Stefani      | 24     | 5               |
| Nicole Melichar Ellen Perez       | 41     | 6               |
| Anna Danilina Yang Zhaoxuan       | 51     | 7               |
| Miyu Kato Aldila Sutjiadi         | 63     | 8               |

## Campeones

### Individual femenino
María Sákkari venció a  Caroline Dolehide por 7-5, 6-3

### Dobles femenino
Storm Sanders /  Elise Mertens vencieron a  Gabriela Dabrowski /  Erin Routliffe por 3-6, 6-2, [10-4]

## referencias
1. ↑  «Anuncia Gobernador intervención del complejo de tenis con 20 mdp; Guadalajara será sede del WTA 1000 – 2023, uno de los 9 torneos de tenis femenil más importante del mundo | Gobierno del Estado de Jalisco». www.jalisco.gob.mx. Consultado el 17 de septiembre de 2023.
2. ↑  «Guadalajara Open Akron | Join us 2023 – WTA Official». Women's Tennis Association (en inglés). Consultado el 17 de septiembre de 2023.
3. ↑  «Rankings | WTA Tennis». WTA Tennis (en inglés). Consultado el 11 de septiembre de 2023.